# Arcana (banda)
Arcana es una banda sueca de darkwave formada en 1994 y lanzada originalmente por la discográfica de Cold Meat Industry.

## Historia
La banda original fue fundada por Peter Bjärgö (entonces Peter Pettersson) y la vocalista Ida Bengtsson. A partir de 2002, Arcana ha cambiado de componentes y ahora están de Peter Bjärgö, Stefan Eriksson, Ann-Mari Thim, Ia Bjärgö y Mattias Borgh.
Es en gran parte instrumental, la banda describe su música como música medieval o inspirada en los aspectos más románticos de la Edad Media. Su álbum Le Serpent Rouge tuvo un sentimiento más oriental usando instrumentos árabe orientales. Desde 2006, Arcana está en el sello discográfico Kalinkaland Records de Alemania.

## Discografía
Su primer álbum  Dark Age of Reason, bajo el sello Cold Meat Industry, ha sido comparado a los trabajos tempranos por Dead Can Dance.
El tercer álbum ...The Last Embrace fue publicado en 2000. Introducía la guitarra acústica e instrumentos de percusión en el repertorio.
El sexto álbum Le Serpent Rouge fue publicado en 2004 en el sello Erebus Odor Records. Presenta una inspiración de música oriental y una integración más fuerte de instrumentos acústicos que anteriormente.
2008 vio la publicación de "Raspail» en el sello Kalinkaland Records. Arcana regreso al estilo Neo-estilo clásico y medieval con este álbum.

### Como Arcana
| Año  | Título                                 | Formato, Discográfica & Notas |
| ---- | -------------------------------------- | --- |
| 1996 | The Hearts of Shadow Gods              | 2 × Vinilo, 7", Picture Disc, Edición Limitada, Recopilación / Cold Meat Industry. |
| 1996 | Dark Age of Reason                     | 10 pistas CD / Cold Meat Industry. |
| 1997 | Lizabeth                               | 3 pistas CD / Cold Meat Industry. |
| 1997 | Cantar de Procella                     | 12 pistas CD / Cold Meat Industry. |
| 1999 | Isabel                                 | 3 pistas CD / Cold Meat Industry. |
| 2000 | ...The Last Embrace                    | 10 pistas CD / Cold Meat Industry. |
| 2002 | Body of Sin                            | 2 pistas CD / Cold Meat Industry. |
| 2002 | Inner Pale Sun                         | 8 pistas CD / Cold Meat Industry. |
| 2004 | The New Light (Recopilación)           | 11 pistas CD / EREBUS. |
| 2004 | Le Serpent Rouge                       | 9 pistas CD / Projekt / EREBUS. |
| 2008 | Raspail                                | 10 pistas CD / Kalinkaland Records / Projekt |
| 2010 | The First Era 1996-2002 (Recopilación) | 4 CD / Cyclic Law / La caja contiene todos los álbumes y pistas de recopilación hasta Sol Pálido Interior                                                                                    |
| 2011 | Un Passage Silencieux                  | 2 pistas CD, Álbum, Edición Limitada. Llamada la "hermana-liberada" de Le Serpent Rouge. Limitado a 100 copias y únicos disponibles a los dueños de la caja Le Serpent Rouge. / EREBUS ODORA |
| 2012 | Emerald                                | 3 pistas CD / Cyclic Law |
| 2012 | As Bright As A Thousand Suns           | 10 pistas CD / Cyclic Law |

### Como Bjärgö/Hildebrand
| Año  | Título                                            | Formato, Discográfica & Notas |
| ---- | ------------------------------------------------- | ----------------------------- |
| 2005 | Out Of The Darkling Light, Into The Bright Shadow | CD / EREBUS.                  |
| 2009 | A Wave Of Bitterness                              | CD / Kalinkaland Records      |
| 2011 | The Architecture Of Melancholy                    | CD / Cyclic Law               |

The Translucency Of Mind's Decay 2021

## En otros medios de comunicación
La versión del Dead Can Dance canción «Enigma del Absoluto» fue utilizado en la banda sonora para el mod del Civilization 4 Caída de Cielo 2 de música de fondo para el Runes De Kilmorph religión.